# ラムティーガー
ラムティーガー (ドイツ語: Raumpanzer "Tiger" (P) Rammtiger) は、VK4501(P) "ポルシェティーガー" の車体を流用して1943年8月に製造されたナチス・ドイツの戦闘工兵車である。

## 概要
障害物の破壊を目的として開発され、主に市街戦での使用が想定された。VK4501(P)の車体に装甲構造物を搭載しており、衝角 (ラム) を使い体当たりすることで障害物を破壊するものである。3両のみ製造された。